# Peredvizhniki

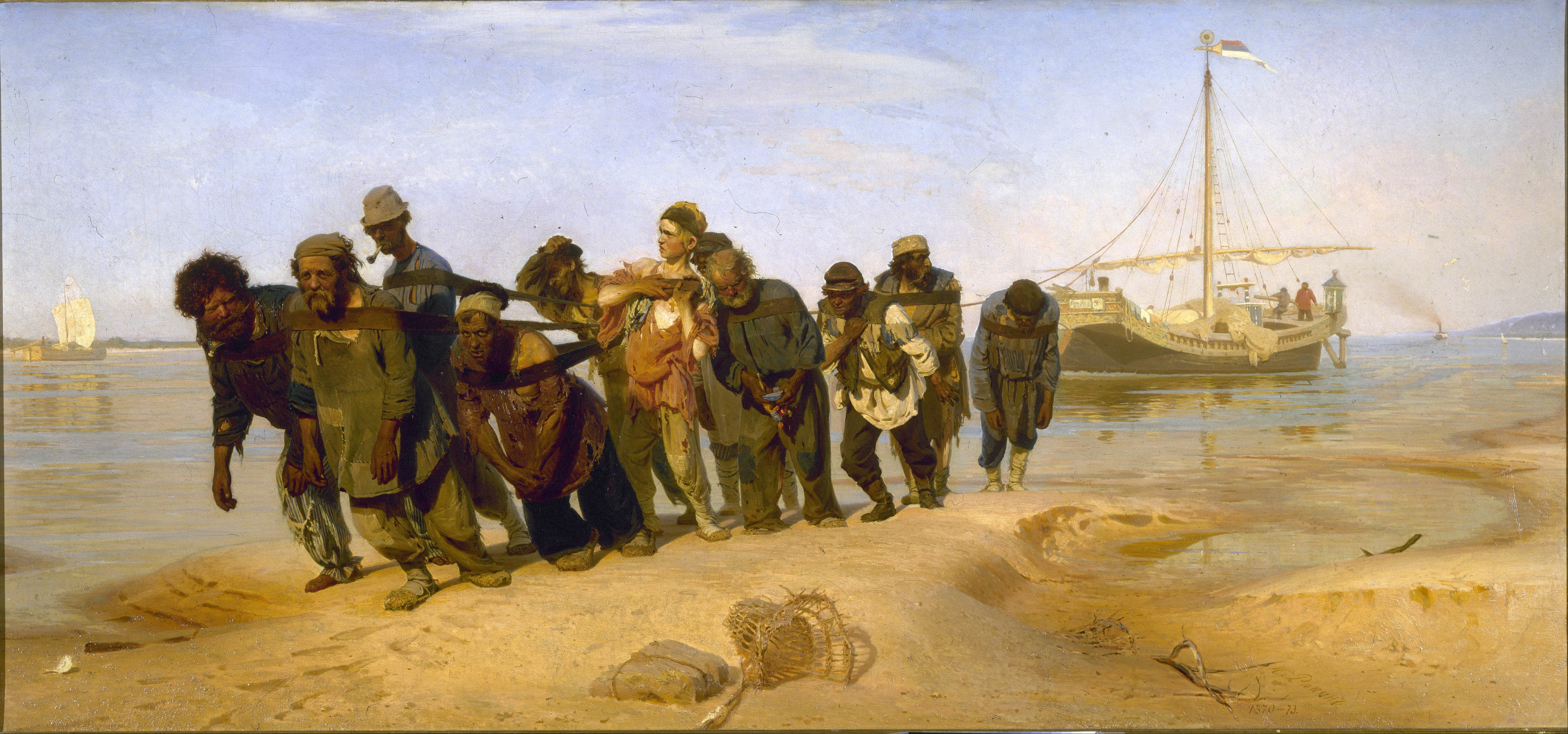
Ilya Repin, Những người kéo thuyền ở sông Volga, 1870–1873

Peredvizhniki  (tiếng Nga: передвижники/peredvizhniki, IPA: [pʲɪrʲɪˈdvʲiʐnʲɪkʲɪ]), nghĩa tiếng Việt là khách lãng du) là nhóm các họa sĩ hiện thực người Nga hợp tác cùng nhau tác thành lập một hội chống lại những hạn chế của hội họa hàn lâm kinh viện. Năm 1870, hội này trở thành Hội Triển lãm Nghệ thuật lưu động (Товарищество передвижных художественных выставок).

## Lịch sử
Năm 1863, một nhóm mười bốn học viên quyết định bỏ học Học viện Nghệ thuật Hoàng gia Sankt-Peterburg vì họ đều thấy luật lệ ở học viện này cực kỳ khắt khe, bức bách, giảng viên bảo thủ và ranh giới nghiêm ngặt giữa nghệ thuật đỉnh cao và nghệ thuật bình dân. Với mong muốn đưa nghệ thuật tới cho tất cả mọi người, nhóm học viên này cùng nhau thành lập một hội nghệ thuật độc lập mang tên Hội hợp tác Nghệ sĩ Petersburg. Năm 1870, Hội Triển lãm Nghệ thuật lưu động đã kế tục sứ mệnh của tổ chức này và mang đến cho người dân tỉnh lẻ để những người này có cơ hội theo dõi các thành quả của nền nghệ thuật Nga và dạy cho mọi người hiểu rõ giá trị của nghệ thuật. Dù không hề nhận tài trợ từ chính phủ, tổ chức này vẫn không ngừng đưa nghệ thuật phản ánh cuộc sống đương đại của người Moskva và Sankt-Peterburg tới các tỉnh thành. 
Từ năm 1871 tới 1923, hội tổ chức 48 triển lãm lưu động ở Sankt-Peterburg và Moskva, ngoài ra còn ở Kyiv, Kharkiv, Kazan, Oryol, Riga, Odessa và nhiều thành phố khác.
Trong thời kỳ hoàng kim (1870–1890), phong trào Peredvizhniki đã phát triển với phạm vi ngày càng rộng hơn cùng với nhiều bức vẽ tự nhiên và tự do hơn. Trái ngược với bảng màu tối truyền thống vào thời điểm đó, họ chọn bảng màu sáng hơn cùng với phong cách tự do hơn trong kỹ thuật vẽ của họ. Họ sáng tạo những bản vẽ này để tạo ra sự tự nhiên trong hình ảnh của mình và mô tả mối quan hệ của con người với môi trường xung quanh. Ngoài ra, các nghệ sĩ từ Ukraina, Latvia và Armenia cũng tham gia phong trào này. Thêm vào đó, hội cũng trưng bày tác phẩm của Mark Antokolski, Vasili Vereshchagin và Andrei Ryabushkin. Tác phẩm của nhà phê bình kiêm nhà dân chủ Vladimir Stasov rất quan trọng đối với sự phát triển nghệ thuật của phong trào này và ngoài ra, Pavel Tretyakov trưng bày tác phẩm của những nghệ sĩ này trong phòng tranh của mình và ủng hộ họ về mặt vật chất cũng như tinh thần.
Bắt đầu từ thế kỷ 20, phong trào Peredvizhniki bắt đầu không tập trung vào việc miêu tả cuộc sống và ảnh hưởng của họ đối với xã hội dần dần suy yếu. Thêm vào đó, một số nghệ sĩ trong phong trào này bắt đầu miêu tả những ý tưởng liên quan đến xã hội chủ nghĩa và vạch ra sự phát triển của phong trào lao động. Nhiều nghệ sĩ trong phong trào này cam kết với nghệ thuật Xô Viết và góp phần vào sự xuất hiện của trào lưu hiện thực xã hội chủ nghĩa trong hội họa.
Năm 1923, triển lãm của phong trào Peredvizhniki diễn ra lần thứ 48 và đồng thời cũng là lần cuối cùng. 

## Ảnh hưởng của giới phê bình văn học
Peredvizhniki tiếp nhận ảnh hưởng từ hai nhà phê bình văn học nổi tiếng Vissarion Belinsky and Nikolai Chernyshevsky, hai người ủng hộ lý tưởng khai phóng. Belinsky cho rằng văn học và nghệ thuật nên gắn liền với trách nhiệm xã hội và luân lý. Giống như đa số những người theo chủ nghĩa thân-Slav (Slavophile), Chernyshevsky hăng hái ủng hộ công cuộc giải phóng nông nô, điều đã trở thành sự thực trong cuộc cải tổ năm 1861. Ông coi kiểm duyệt báo chí, chế độ nông nô và hình phạt tử hình là những ảnh hưởng từ phương Tây. Lo sợ trước những quan điểm  xã hội này, chính quyền Nga cấm xuất bản tất cả tác phẩm của ông, bao gồm cả các bài chuyên luận, bình luận. Dẫu vậy, cuối cùng tác phẩm của ông vẫn tìm ra được con đường kết nối với nền nghệ thuật Nga thế kỷ 19. Năm 1863, gần như ngay sau khi chế độ nông nô sụp đổ, các quan điểm của Chernyshevsky đã được truyền bá rộng rãi nhờ sự hỗ trợ của Peredvizhniki - tổ chức này ủng hộ lý tưởng "thân Slav (Slavophile)", tin rằng nước Nga có một vẻ đẹp nội tại riêng biệt, dung dị và tìm cách thể hiện vẻ đẹp đó lên trên tranh vẽ.

## Chủ đề của bức vẽ
Đối với các chủ đề của bức vẽ, phong trào Peredvizhniki miêu tả các khía cạnh nhiều mặt của đời sống xã hội, ví dụ như chỉ trích sự bất bình đẳng và bất công. Nghệ thuật của họ không chỉ thể hiện sự nghèo khó mà còn thể hiện vẻ đẹp của lối sống dân dã; không chỉ là khổ đau mà còn là nghị lực, sức mạnh của nhân vật. Thêm vào đó, phong trào Peredvizhniki cũng lên án trật tự quý tộc Nga và vai trò của chính phủ chuyên quyền trong nghệ thuật nhân văn của họ. Phong trào này cũng mô tả phong trào giải phóng của người dân Nga bằng sự đồng cảm thông qua những bức vẽ như Tự bắt giữ một nhà tuyên truyền, Từ chối thú tội và Họ không mong đợi anh ta của Ilya Yefimovich Repin. Ngoài ra, cuộc sống xã hội-thành thị được miêu tả và sau đó sử dụng nghệ thuật lịch sử để miêu tả những người bình thường thông qua bức vẽ Buổi sáng của cuộc hành quyết lính Streltsy của Vasily Surikov.

## Thành viên

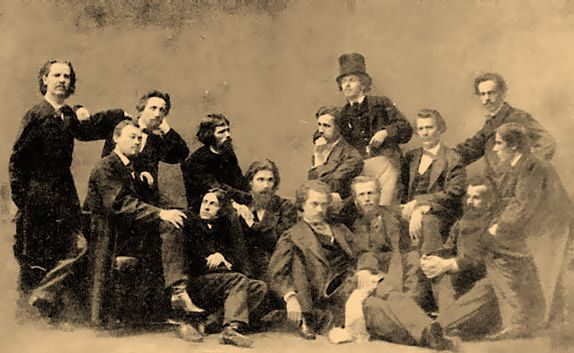
Hội hợp tác Nghệ sĩ Petersburg (1863–1864) (từ tái qua phải): Bogdan Wenig, Firs Zhuravlev, Alexander Ivanovich Morozov, Kirill Lemokh, Ivan Kramskoi, Alexander Litovchenko, Konstantin Makovsky, Nikolai Dmitriev-Orenburgsky, Nikolai Petrovich Petrov, Vasily Kreitan, Mikhail Peskov, Nikolay Shustov, Alexei Korzukhin, Alexander Konstantinovich Grigoryev

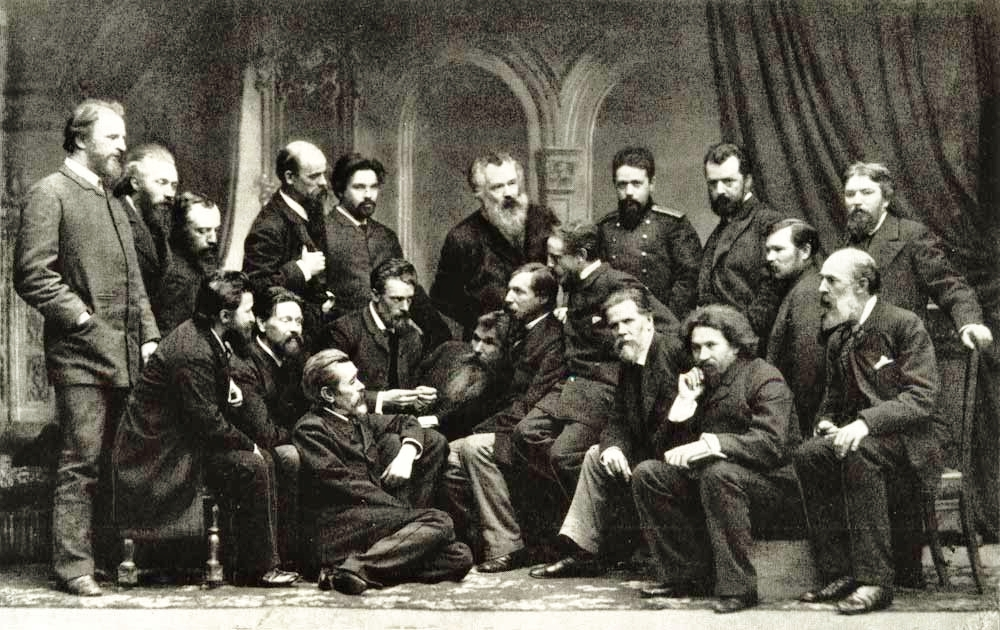
Peredvizhniki (1885) (từ trái qua phải): Grigoriy Myasoyedov, Konstantin Savitsky, Vasily Polenov, Sergey Ammosov, Alexander Kiselyov, Yefim Volkov, Nikolai Nevrev, Vasily Surikov, Vladimir Makovsky, Alexander Litovchenko, Ivan Shishkin, Kirill Lemokh, Ivan Kramskoi, Nikolai Yaroshenko, Ilya Repin, Pavel Brullov, Ivanov (chủ tịch hội Peredvizhniki), Nikolay Makovsky, Alexander Beggrov

Thành viên của phong trào Peredvizhniki bao gồm :
- Abram Arkhipov
- Ivan Bogdanov
- Nikolay Bogdanov-Belsky
- Pavel Brullov
- Nikolai Ge
- Kārlis Hūns
- Nikolay Kasatkin
- Alexander Kiselyov
- Ivan Kramskoi
- Arkhip Kuindzhi
- Nikolai Kuznetsov
- Isaac Levitan
- Rafail Levitsky
- Alexander Litovchenko
- Vladimir Makovsky
- Vassily Maximov
- Grigoriy Myasoyedov
- Leonid Pasternak
- Vasily Perov
- Konstantin Pervukhin
- Vasily Polenov
- Illarion Pryanishnikov
- Ilya Repin
- Andrei Ryabushkin
- Antonina Rzhevskaya
- Konstantin Savitsky
- Alexei Savrasov
- Valentin Serov
- Emily Shanks
- Ivan Shishkin
- Alexei Stepanov
- Vasily Surikov
- Vitaly Tikhov
- Apollinary Vasnetsov
- Viktor Vasnetsov
- Yefim Volkov
- Nikolai Yaroshenko
- Nikolai Zagorsky

## Tác phẩm tiêu biểu

Hiện thực xã hội chủ nghĩa
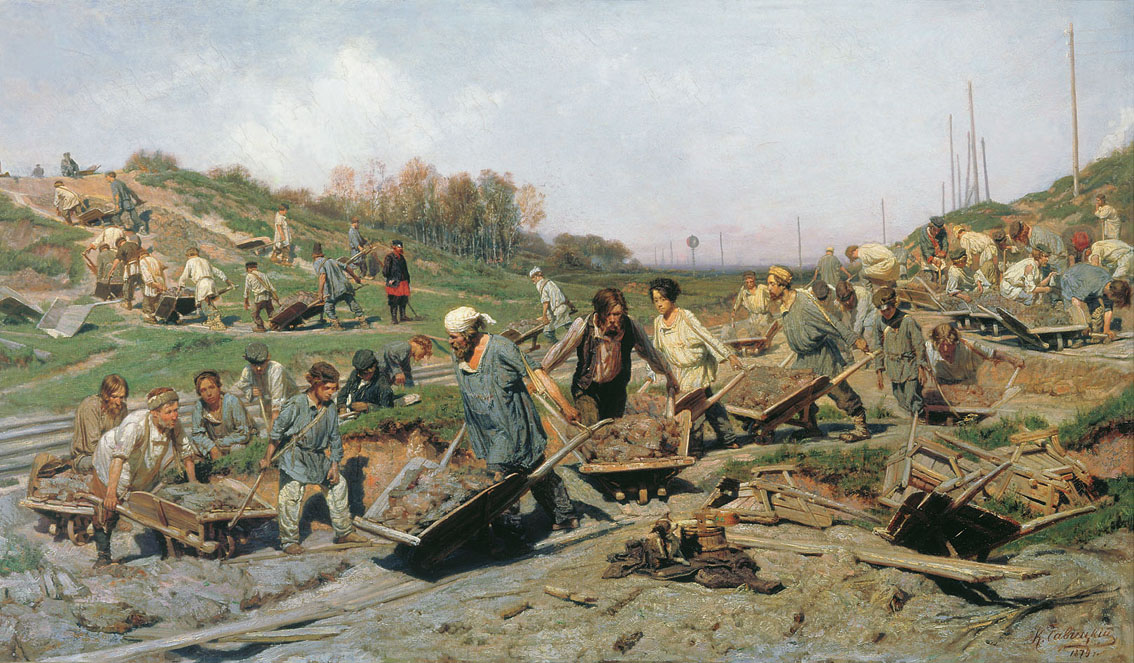
Konstantin Savitsky, Sửa đường, 1874
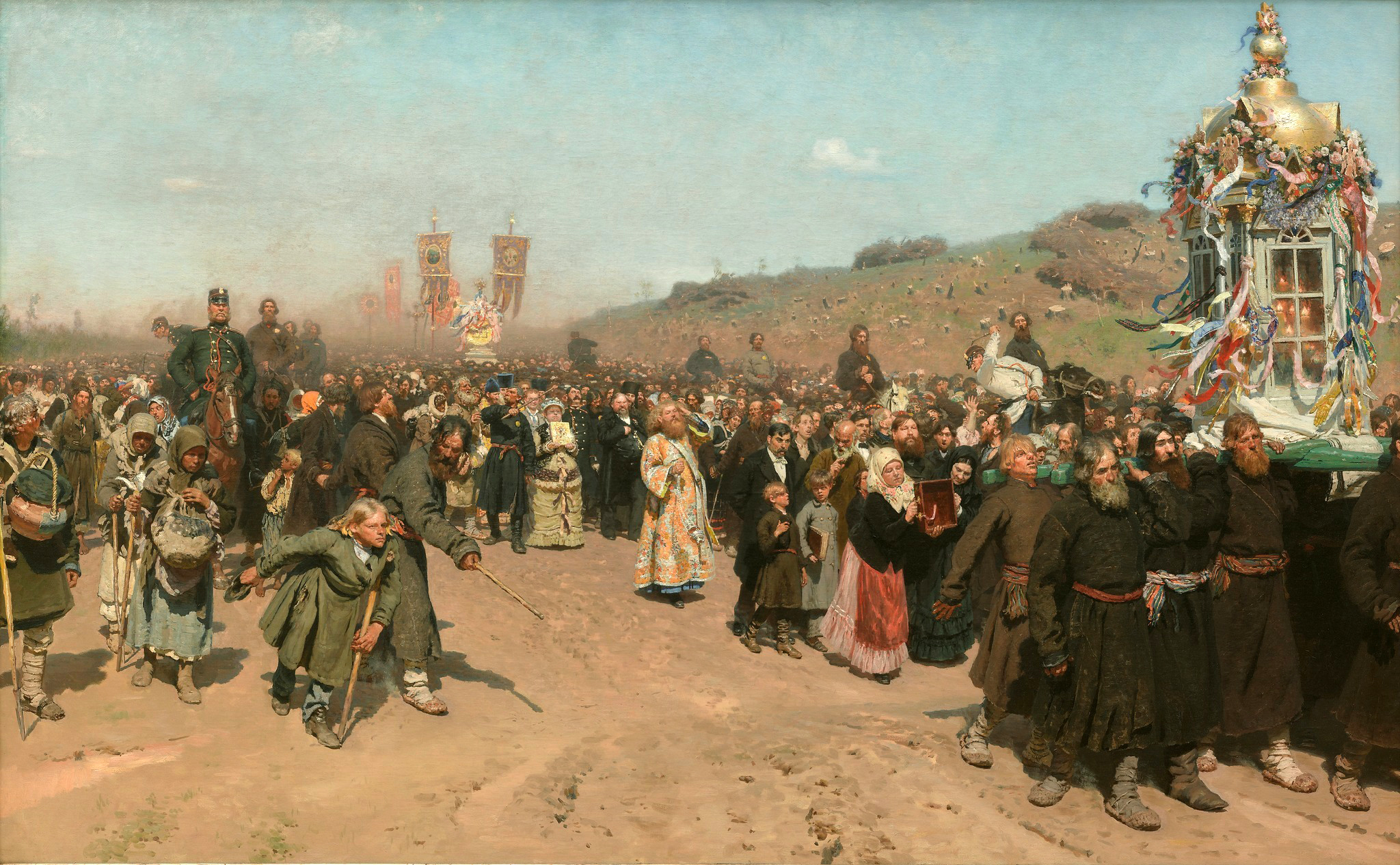
Ilya Repin, Diễu hành tôn giáo ở tỉnh Kursk , 1880–1883
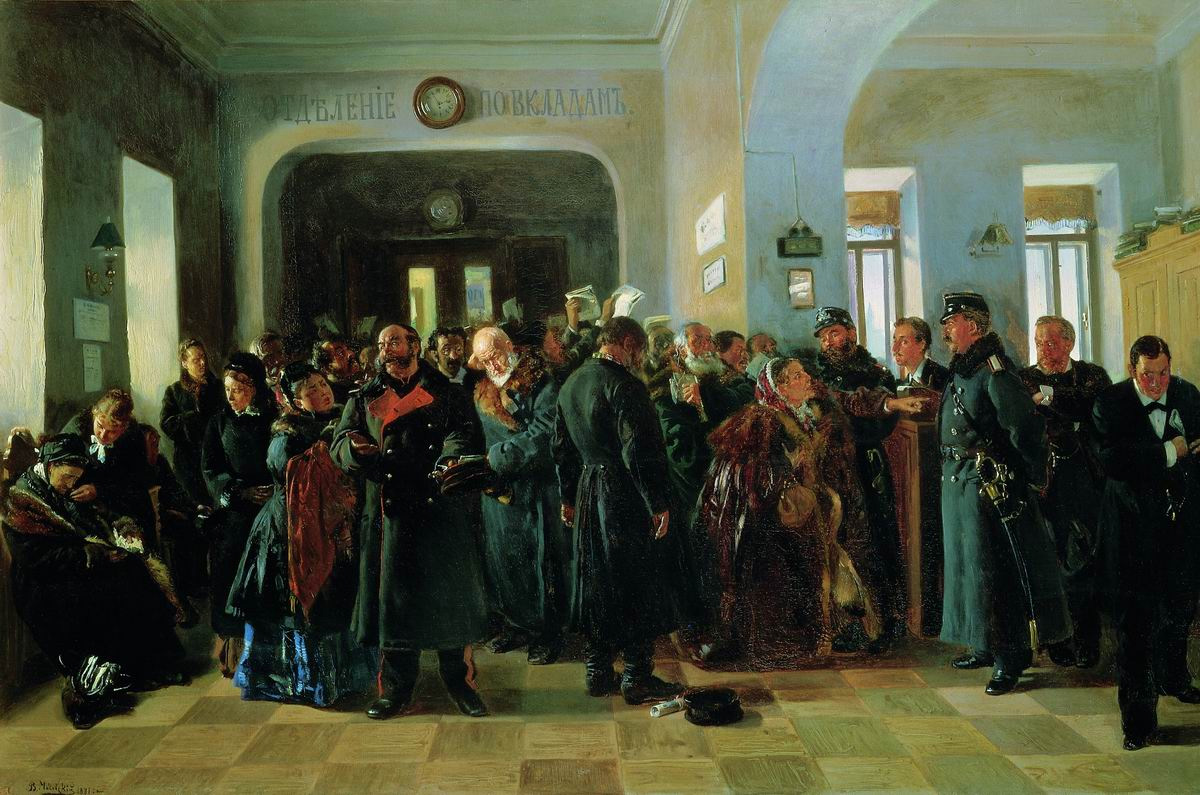
Vladimir Makovsky, Phá sản, 1881
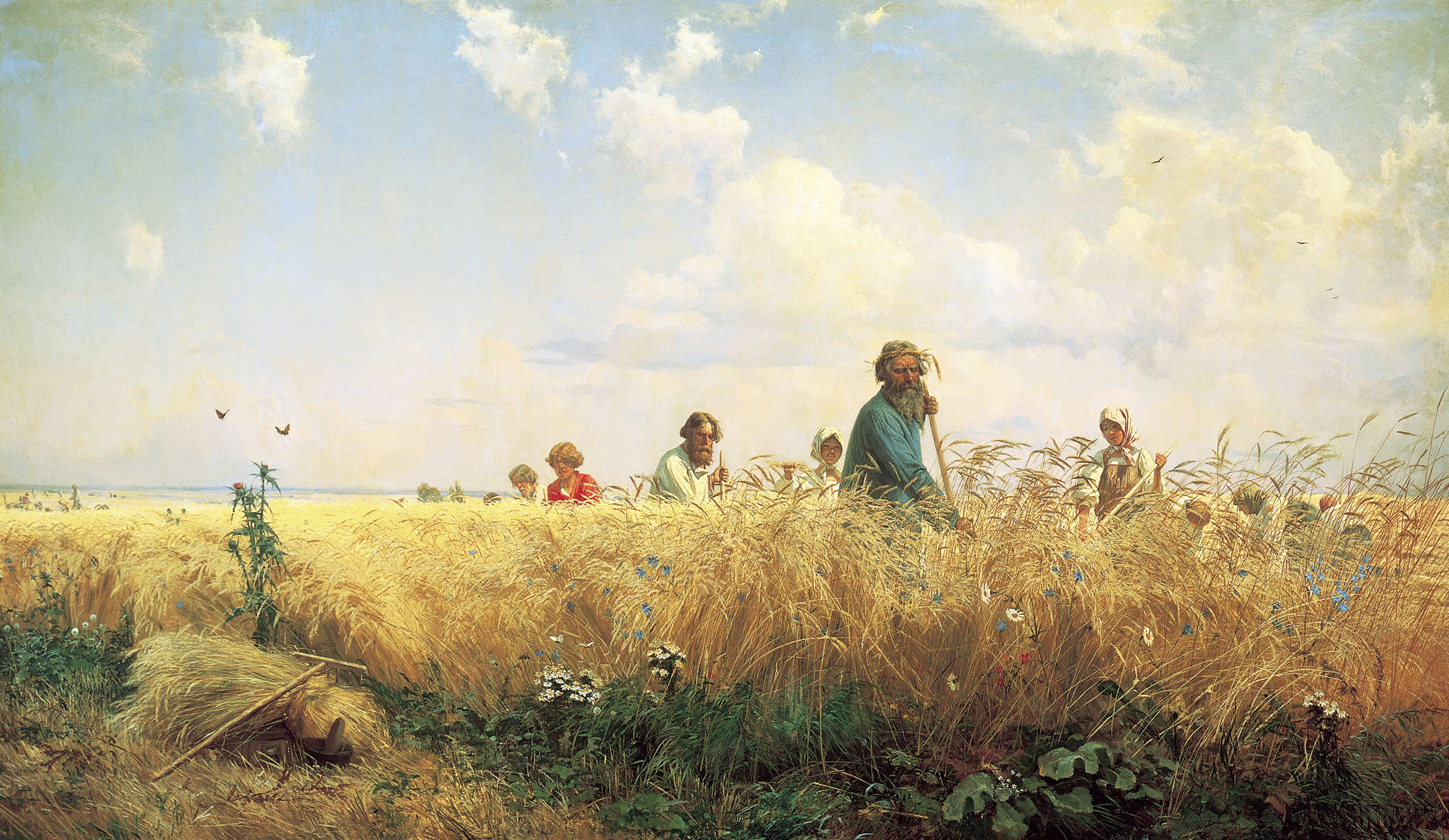
Grigoriy Myasoyedov, Lúc bận rộn của thợ gặt, 1887

Phong cảnh
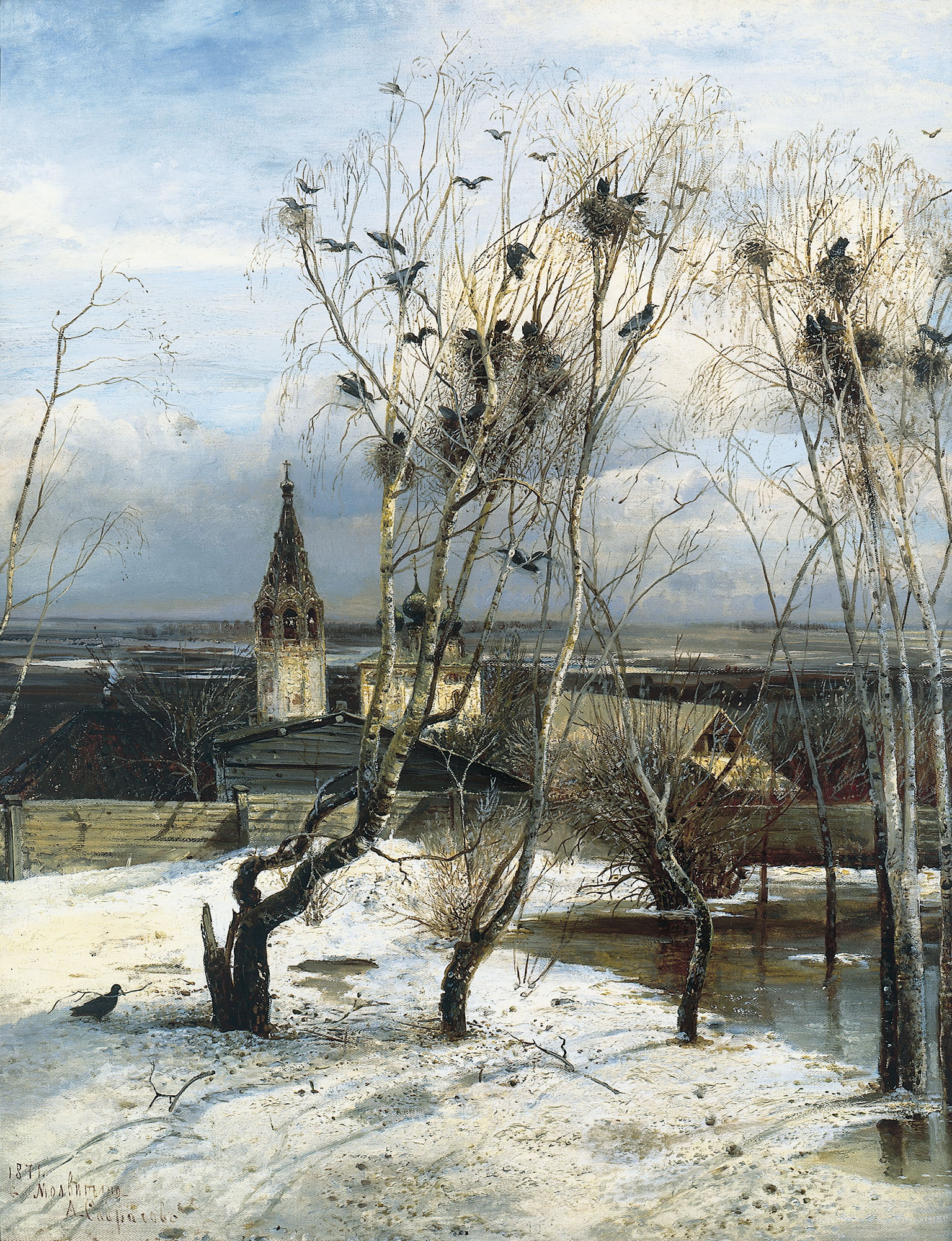
Alexei Savrasov, Bầy quạ trở về, 1871
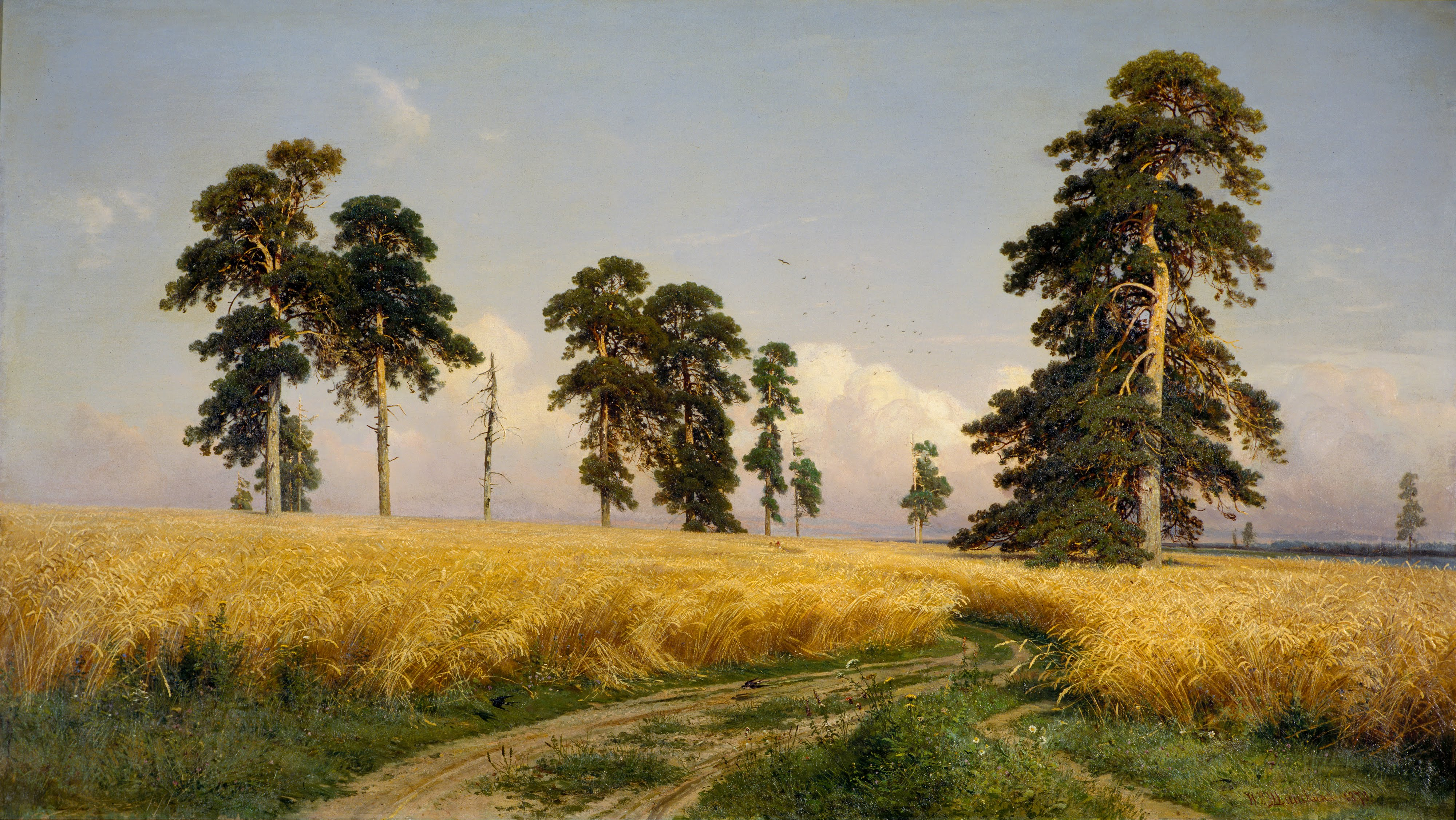
Ivan Shishkin, Cánh đồng hắc mạch, 1878
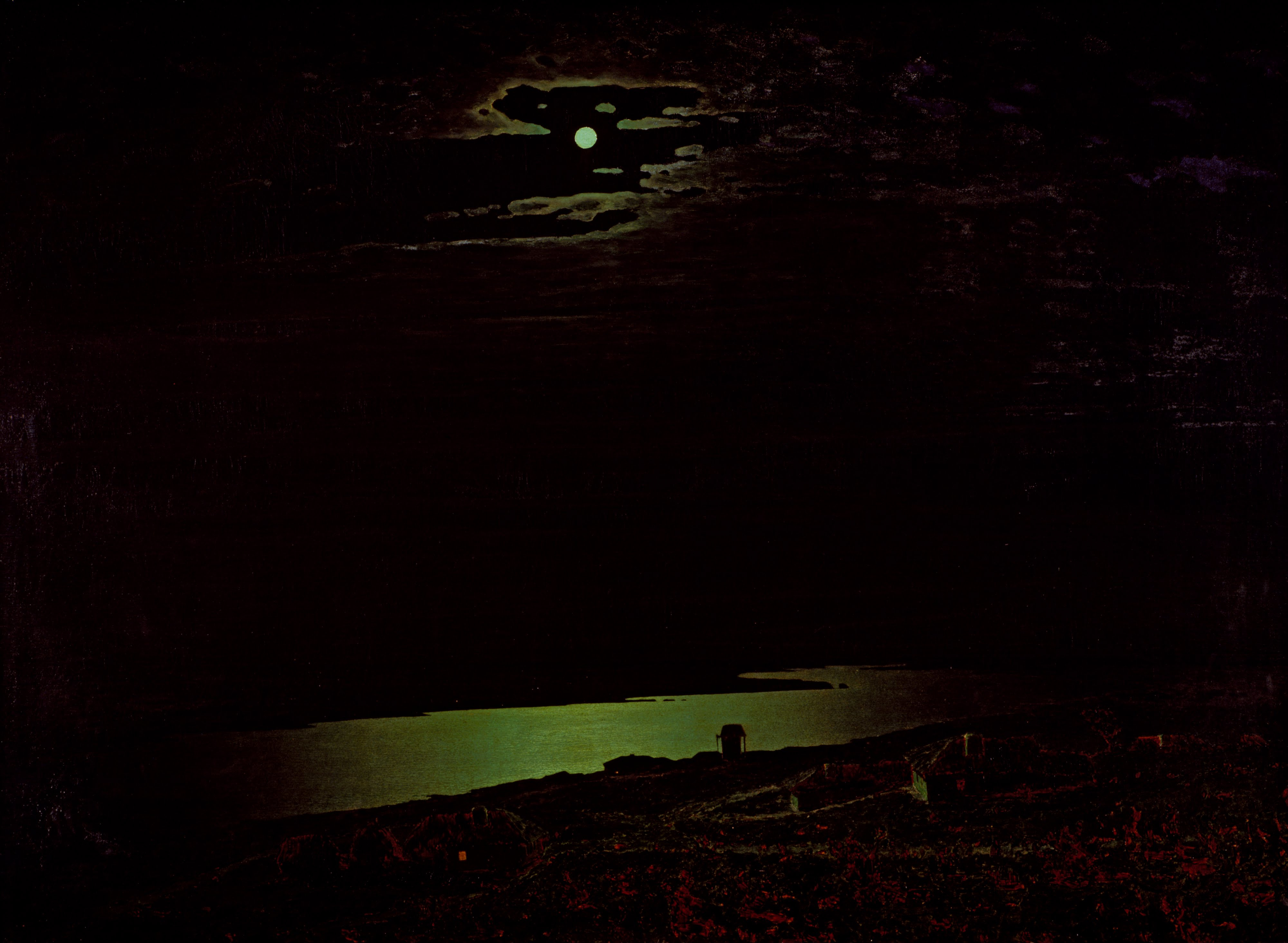
Arkhip Kuindzhi, Đêm sáng trăng trên sông Dnieper, 1882
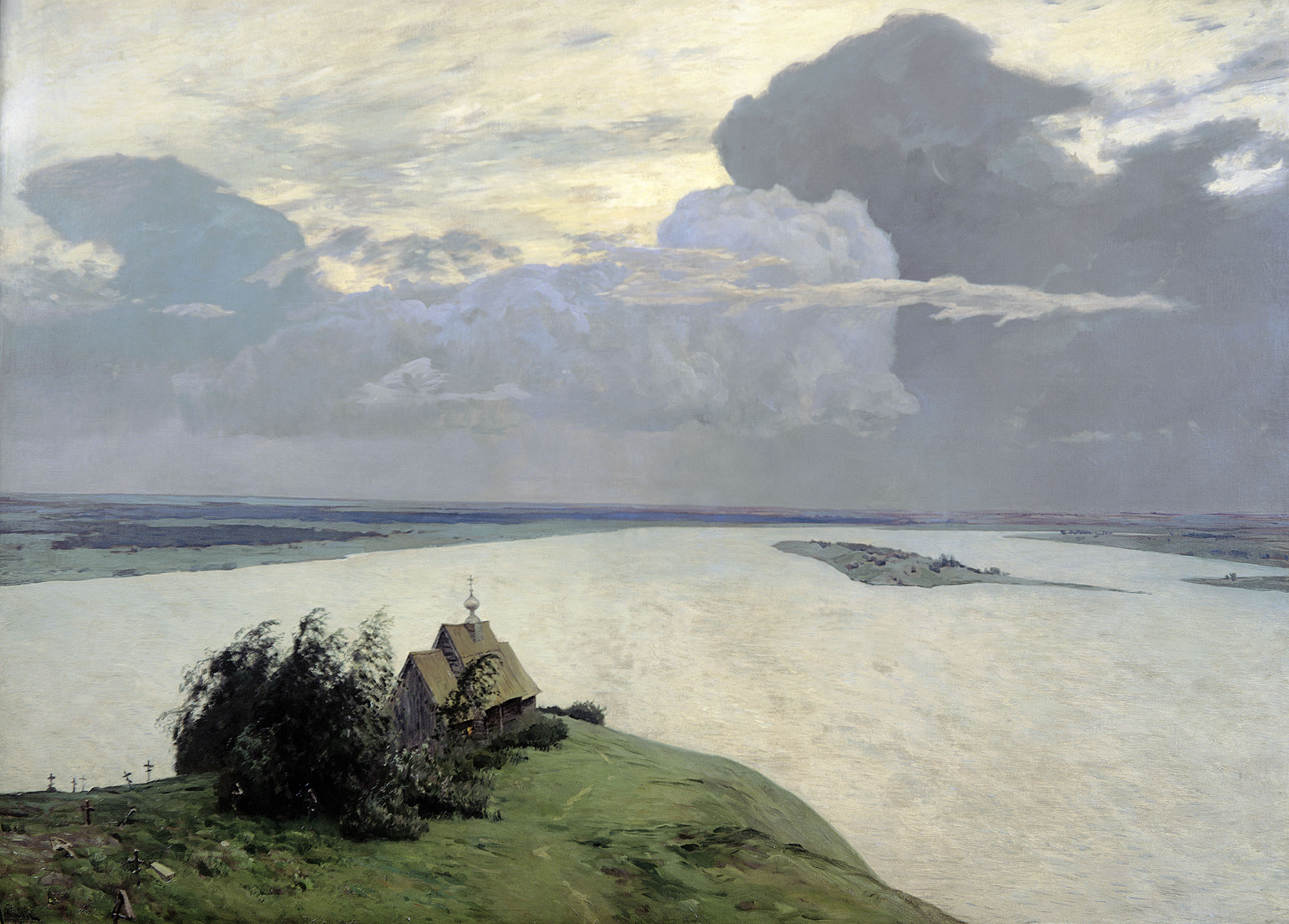
Isaac Levitan, Trên sự yên tĩnh vĩnh hằng, 1894

Chân dung
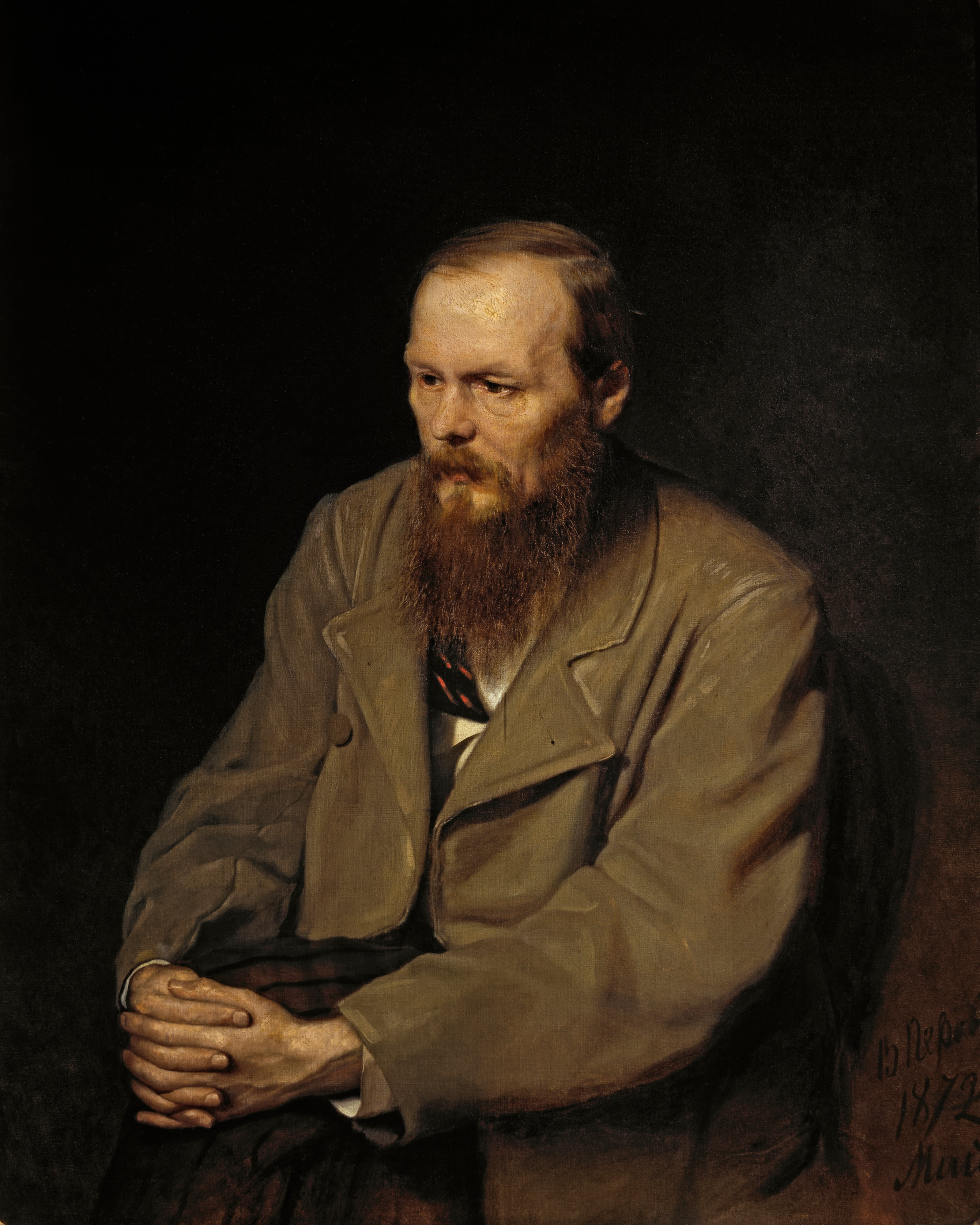
Vasily Perov, Chân dung Fyodor Dostoyevsky, 1872
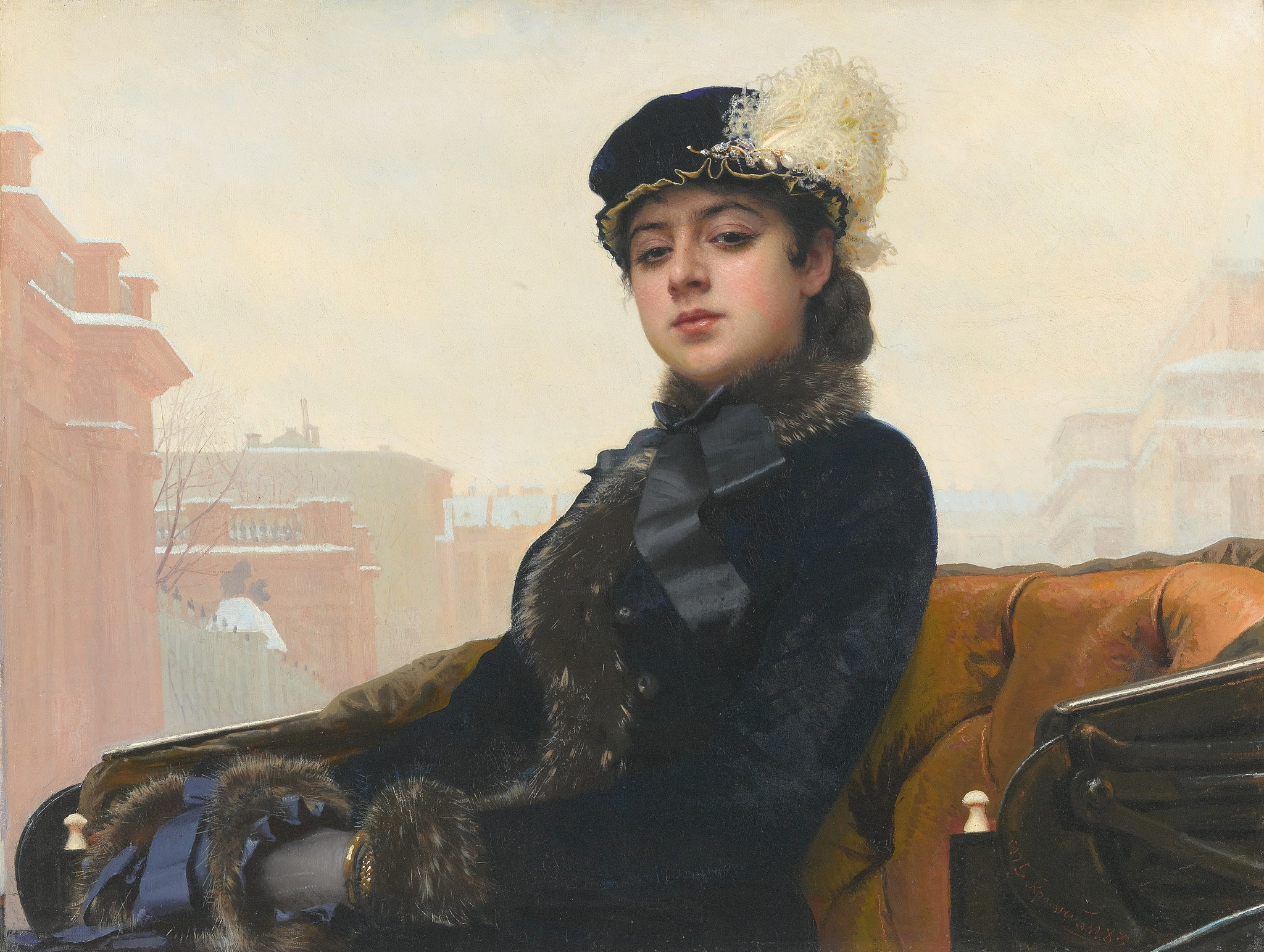
Ivan Kramskoi, Chân dung một người đàn bà xa lạ, 1883
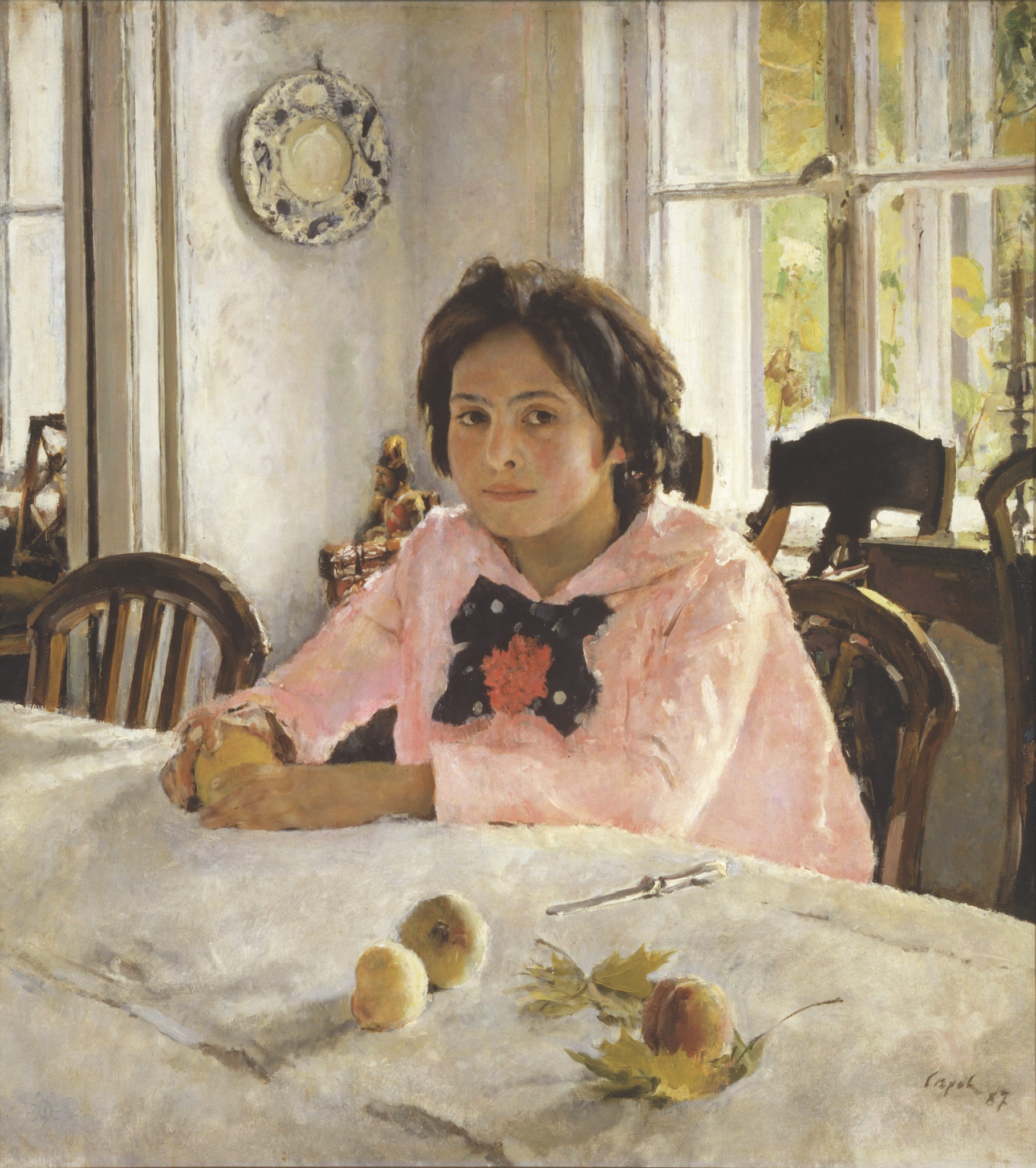
Valentin Serov, Cô gái và mấy quả đào, 1887
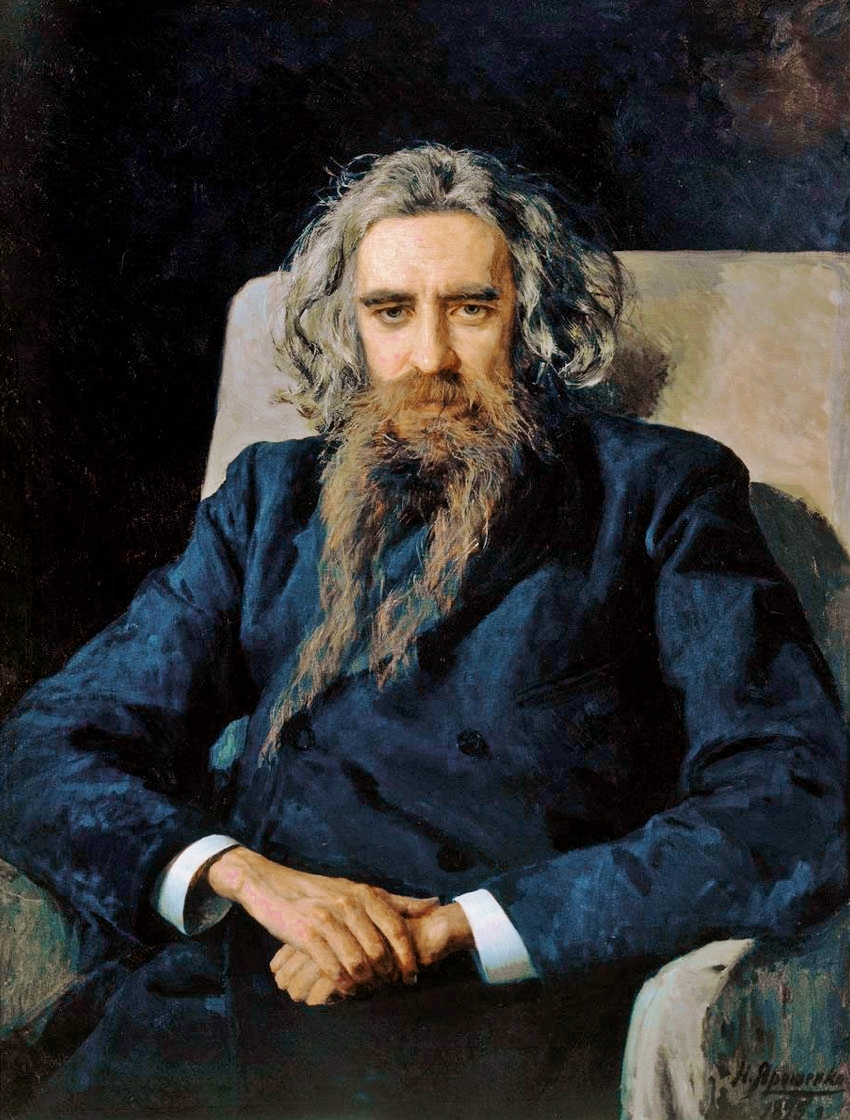
Nikolai Yaroshenko, Chân dung Vladimir Solovyov, 1892

Sinh hoạt đời thường
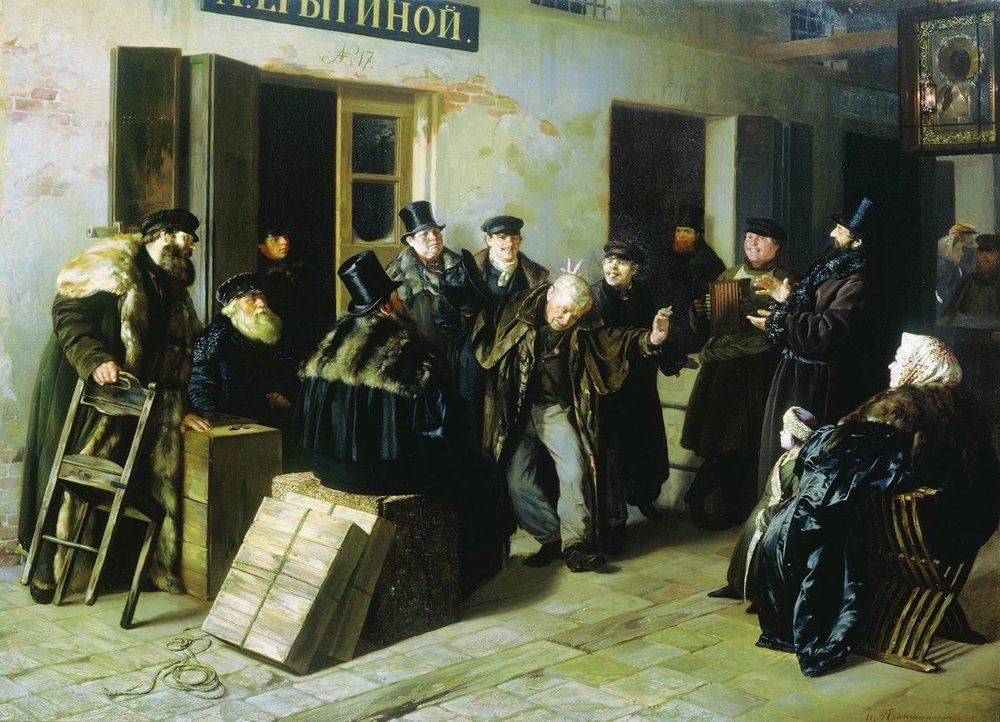
Illarion Pryanishnikov, Những người pha trò. Gostiny Dvor ở Moskva, 1865
Vasily Perov, Thợ săn nghỉ ngơi, 1871
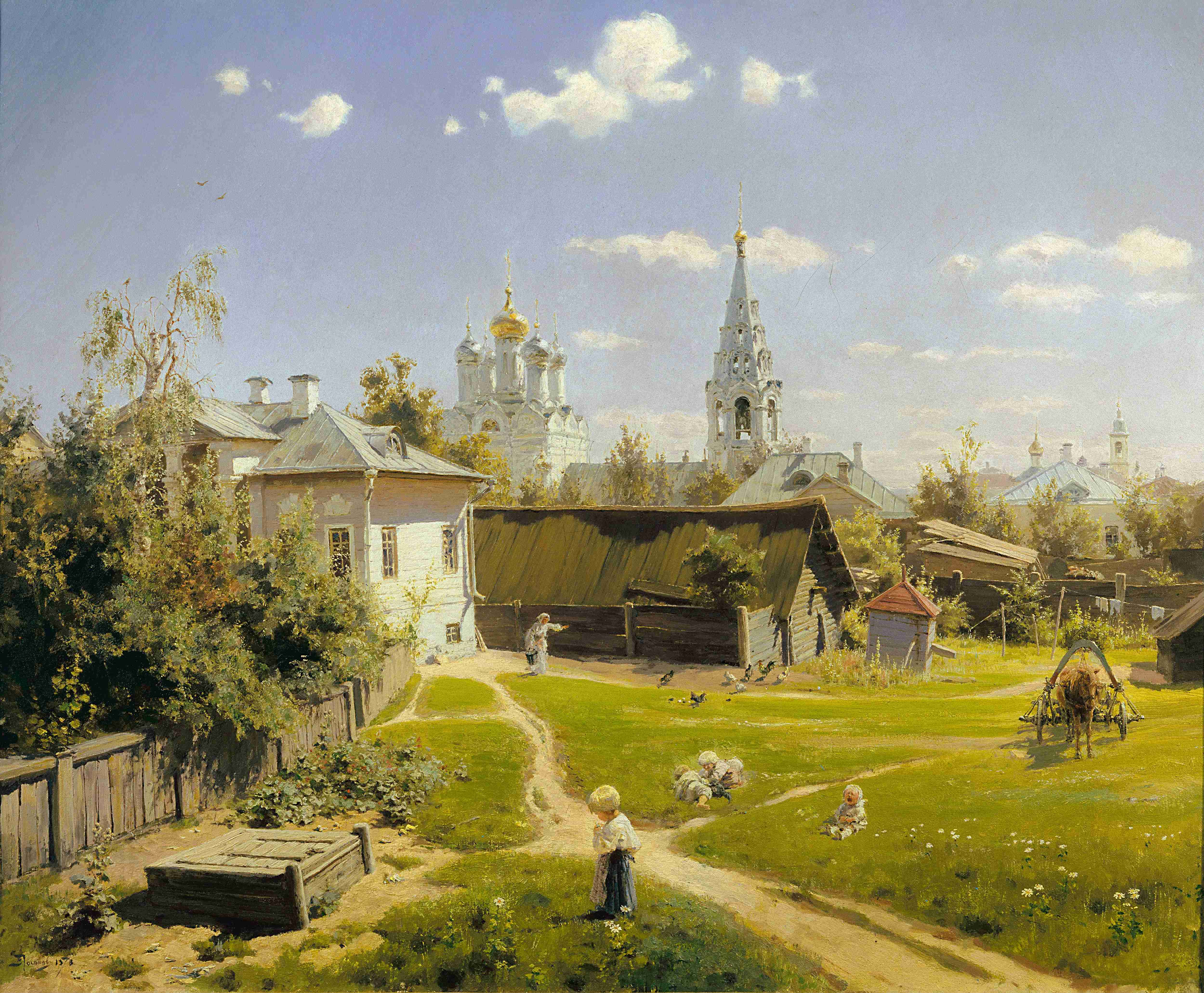
Vasily Polenov, Khoảng sân ở Moskva, 1878
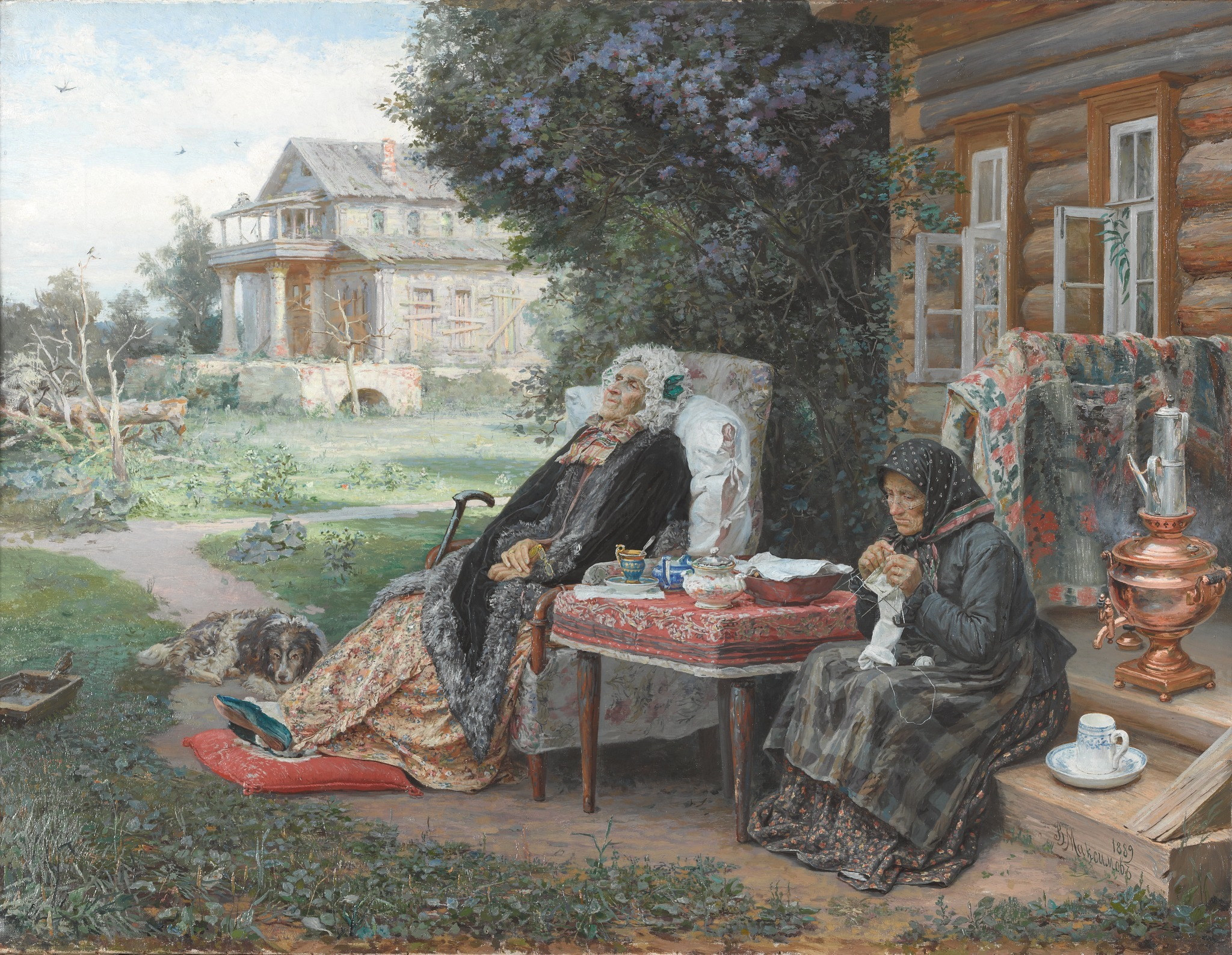
Vassily Maximov, Mọi thứ trong quá khứ, 1889

Chủ đề lịch sử
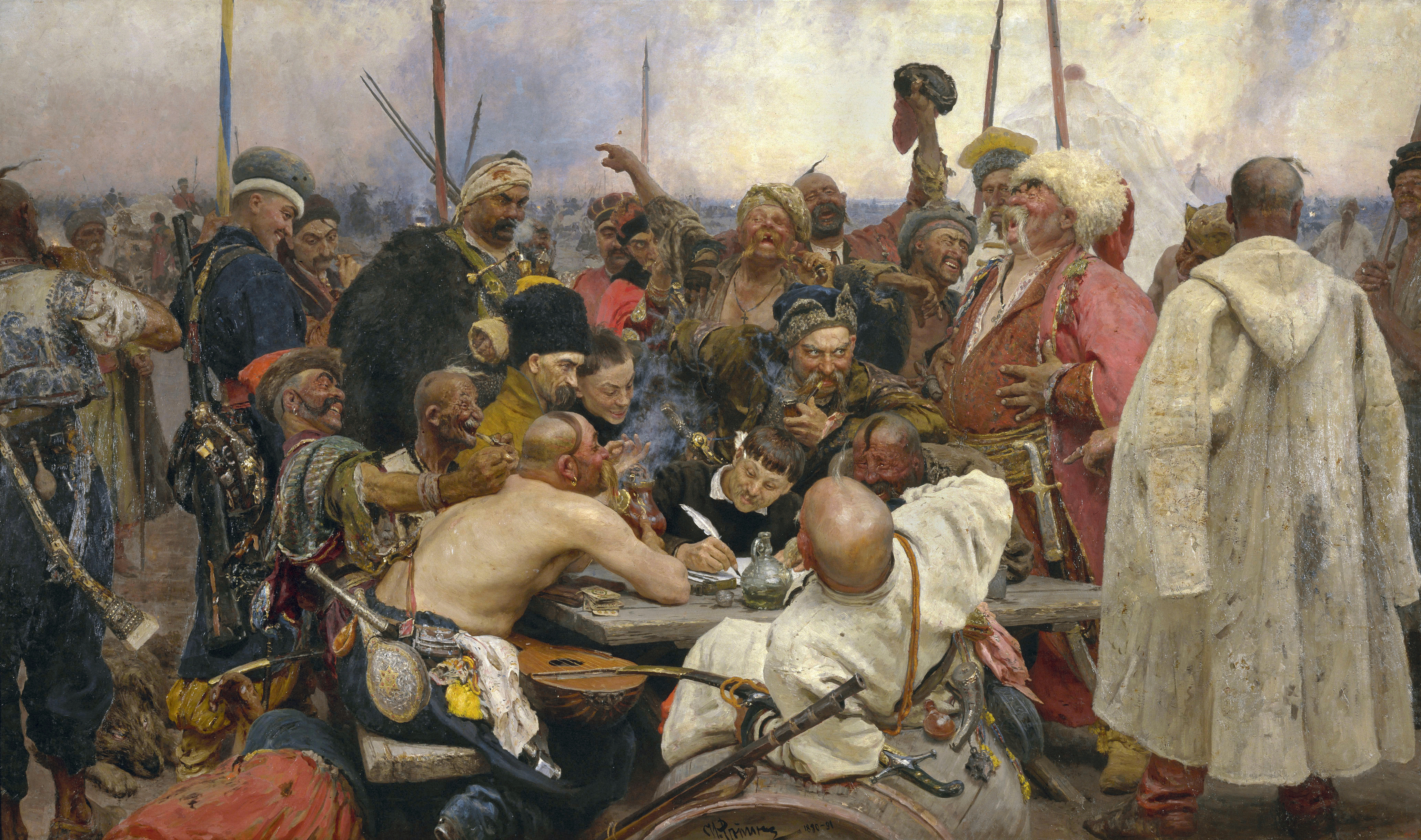
Ilya Repin, Người Cô-dắc Zaporozhe trả lời thư, 1880–1891
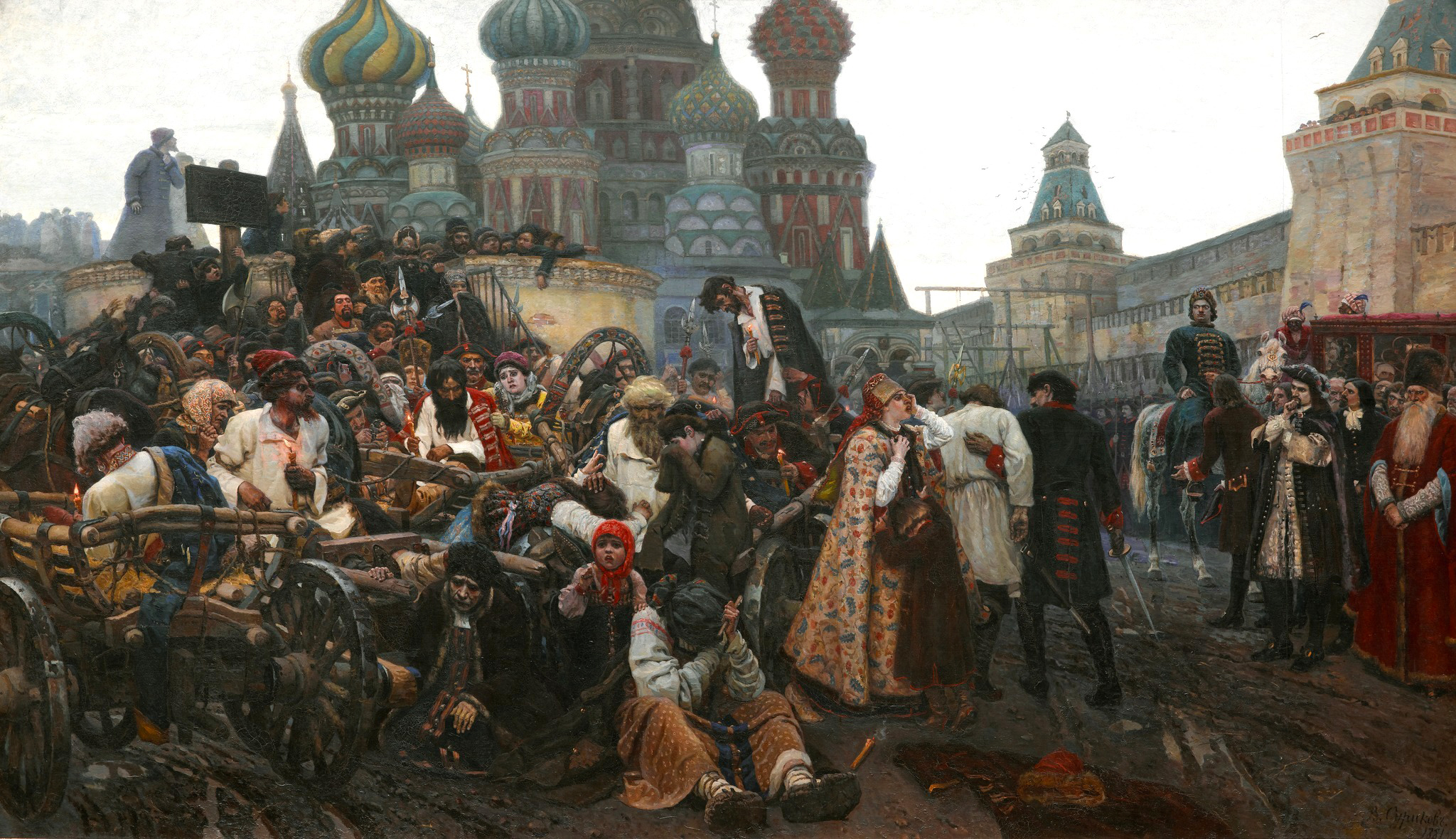
Vasily Surikov, Buổi sáng ngày hành hình đội vệ binh, 1881
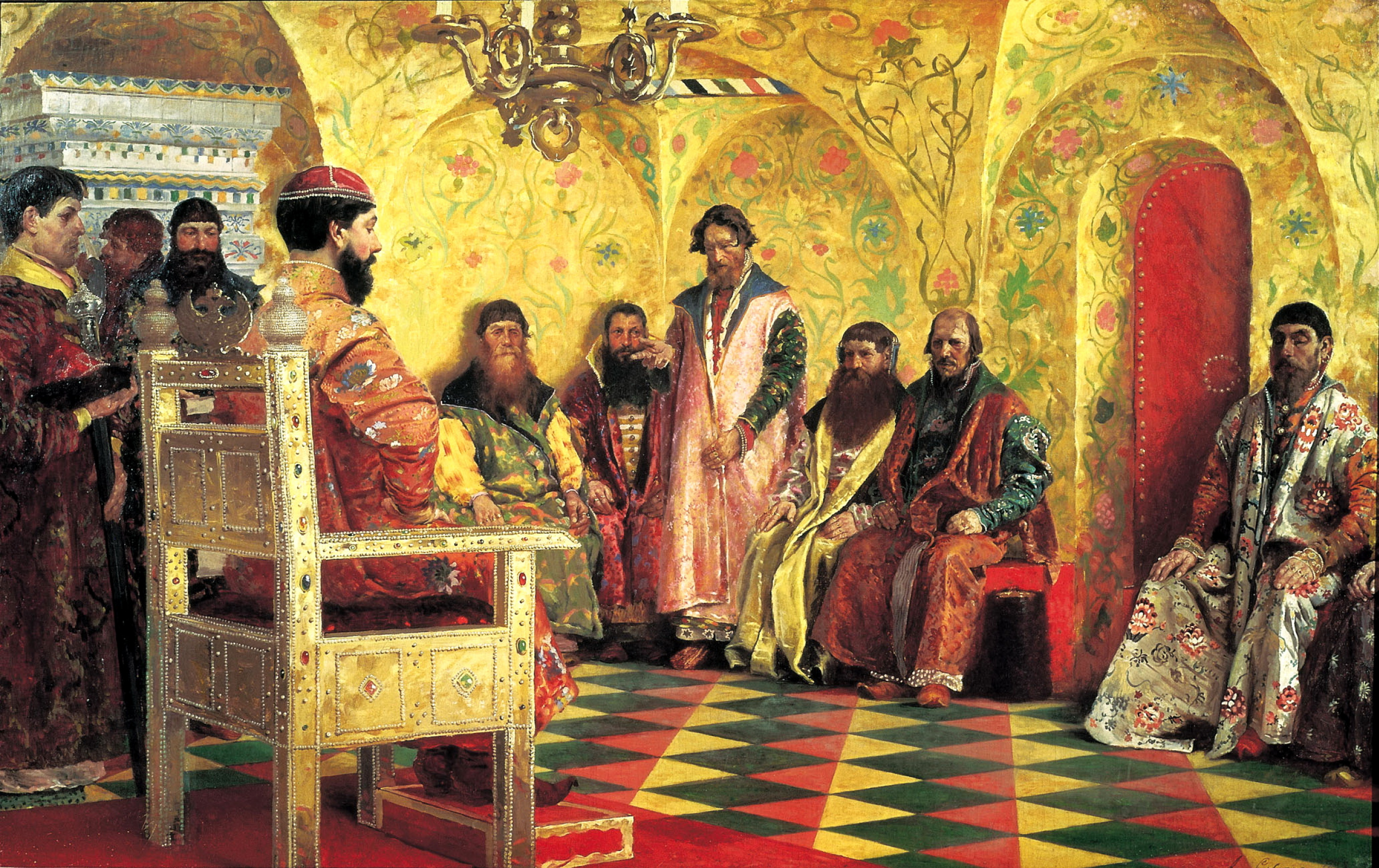
Andrei Ryabushkin, Buổi họp của vua Mikhail I và Duma Boyar, 1893
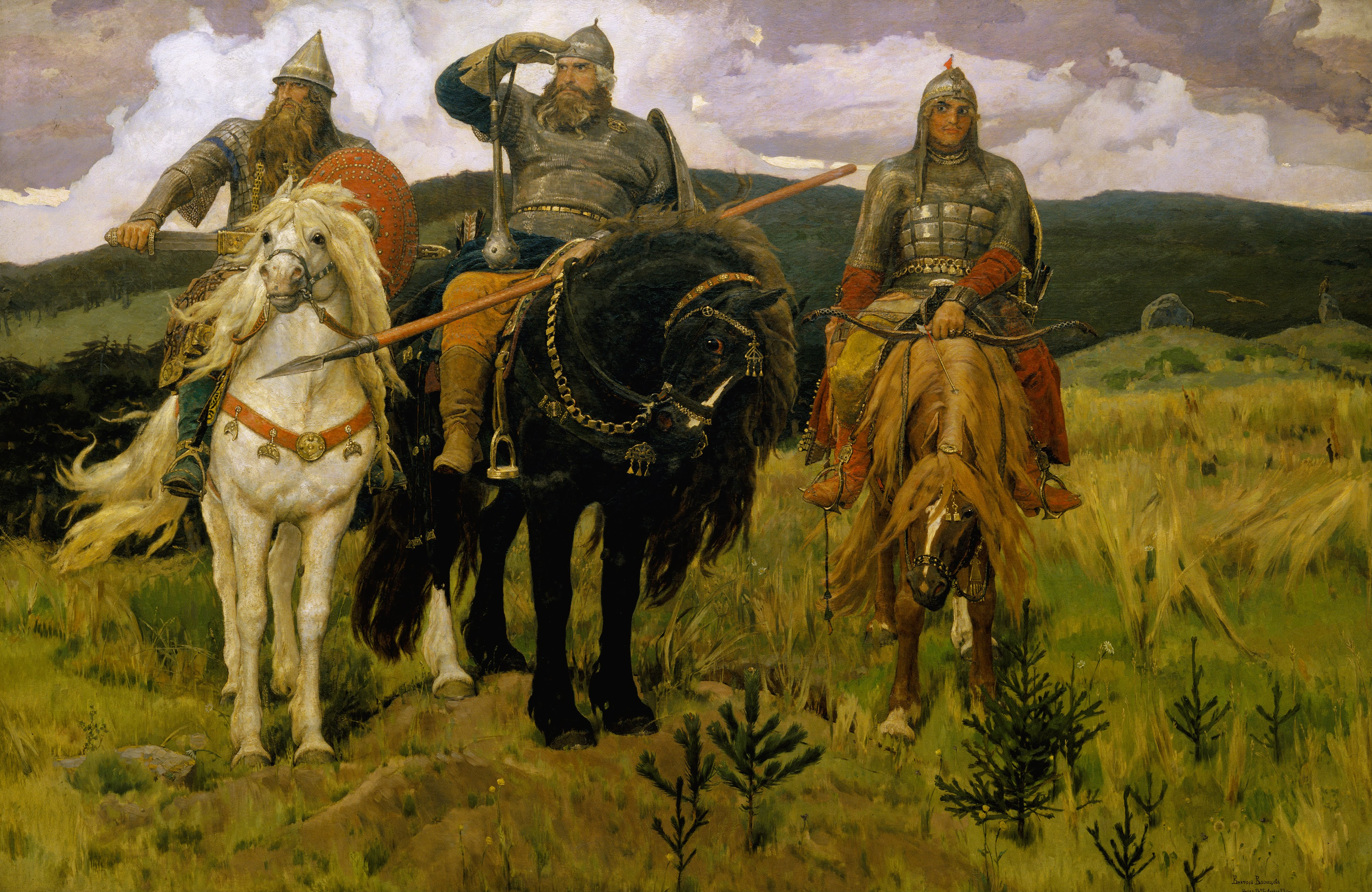
Viktor Vasnetsov, Ba hiệp sĩ Bogatyr, 1898